# Serigrafia
La serigrafia o stampa serigrafica è una tecnica di stampa di tipo permeografico che oggi utilizza come matrice un tessuto di poliestere, un tessuto di acciaio  o un tessuto in nylon teso su un riquadro in alluminio, metallo verniciato o legno definito "quadro serigrafico" o "telaio serigrafico". Il tessuto utilizzato è detto anche "tessuto per serigrafia" o "tessuto serigrafico".
Il termine "serigrafia" deriva dal latino "sericum" ("seta") e dal greco "γράφειν" ("gràphein", "scrivere"). I primi tessuti che fungevano da supporto per serigrafia erano di seta.

## Descrizione
La permeografia si basa su un processo di impermeabilizzazione di ben delimitate aree del tessuto di stampa (tela), in modo da consentire ad un inchiostro posto sopra tale tessuto di permeare attraverso il tessuto lasciato libero e passare sulla superficie, posta sotto il quadro serigrafico. Il passaggio o permeazione dell'inchiostro dalla parte superiore del quadro serigrafico alla superficie di stampa posta sotto, attraverso il tessuto serigrafico, avviene tramite un passaggio, con una leggera pressione di una barra dotata di un bordo in elastomero poliuretanico che si appoggia sull'inchiostro e preme quest'ultimo, attraverso il tessuto da stampa tramite un movimento di scorrimento. Questa barra viene definita spremitore o racla per serigrafia.
Questa azione di stampa può essere ripetuta in modo ciclico, a mano o tramite apposite macchine da stampa serigrafiche, raggiungendo una elevata velocità di produzione, in grado di soddisfare a seconda delle attrezzature disponibili per l'artigiano o l'industria.
Il processo di impermeabilizzazione del tessuto dei quadri serigrafici è ad oggi ottenuto tramite apposite fotoemulsioni in base acquosa che vengono applicate in modo uniforme sul tessuto teso sul quadro e poi asciugate, formando una pellicola coesa ma idrosolubile. Questi quadri serigrafici spalmati se vengono esposti alla luce - e più precisamente a luce ultravioletta con lunghezza d'onda intorno a 365 nm - subiscono nelle aree esposte un indurimento, perdendo la proprietà di idrosolubilità. Se si espone alla luce ultravioletta un quadro per serigrafia con una pellicola fotografica (con aree nere, in corrispondenza della grafica, e con aree trasparenti alla luce nelle altre parti) sopra il tessuto spalmato, dove riceve luce, la fotoemulsione si indurisce, mentre dove la pellicola è nera la fotoemulsione, non ricevendo luce, rimane idrosolubile.
In pratica, dopo il processo di fotoincisione tramite un semplice lavaggio con acqua si ha uno sviluppo del telaio serigrafico che rivelerà le aree di tessuto libere, in corrispondenza delle parti nere della pellicola fotografica. Ad oggi la serigrafia è una tecnologia consolidata di stampa industriale, molto utilizzata in tutte le applicazioni in cui sia richiesto un deposito di inchiostro più elevato rispetto ad altre tecnologie di stampa ad oggi disponibili, come la stampa offset, la stampa in flexografia, la stampa inkjet.

### Fasi processo
Il processo serigrafico è suddiviso in diverse fasi (disgiunte e, a volte, realizzate da soggetti diversi) ovvero:
- 1) preparazione telaio (tesatura con tela vergine nella cornice)
- 2) stampa pellicola o lucido (è l'elemento che contiene l'immagine in positivo che dovrà essere riprodotta sul manufatto da serigrafare)
- 3) fotoimpressione telaio (tela fotoincisa con l'immagine), per mezzo del lucido stampato, utilizzando un'emulsione serigrafica (cioè sensibile alla luce) denominata "gelatina". Togliendo successivamente la gelatina esposta (tramite lavaggio) rimane la tela con l'immagine in negativo permeabile (mentre il resto del telo è impermeabile e quindi non farà passare l'inchiostro nella fase 5). La tela lavata viene fatta asciugare
- 4) attrezzaggio telaio-supporto da serigrafare
- 5) serigrafia manufatto (passaggio inchiostro serigrafico attraverso l'immagine fotoincisa sulla tela)
- 6) indurimento/essiccamento manufatto stampato in forno serigrafico

L'inchiostro con cui si esegue la serigrafia del manufatto non ha nulla a che vedere con la gelatina che serve a incidere la tela. Oltre in forma di gelatina, per talune applicazioni, i fotopolimeri si usano anche in formato film capillare.

### Tessuti per serigrafia
Il notevole sviluppo tecnologico e diffusione di questa tecnica di stampa è stato promosso fin dagli anni Cinquanta dalla disponibilità di una sempre più ampia gamma di tessuti per serigrafia. Nel gergo il tessuto si chiama "tela" serigrafica (vergine quando ancora non è stata fotoimpressa cioè è liscia). I dati di filatura distinguono i vari tipi dei tessuti per serigrafia disponibili:
- Un tessuto per serigrafia 32 - 70 micron indica un tessuto avente 32 × 32 fili al centimetro ed ognuno di questi fili ha un diametro di 70 micron;
- Un tessuto per serigrafia 100 - 40 micron indica un tessuto avente 100 × 100 fili al centimetro ed ognuno di questi fili ha un diametro di 40 micron;
- Un tessuto per serigrafia 165 - 31 micron indica un tessuto avente 165 × 165 fili al centimetro ed ognuno di questi fili ha un diametro di 31 micron.

È chiaro che il deposito, in termini di spessore di inchiostro, sarà molto elevato utilizzando un tessuto a 32-70 micron, in quanto l'area libera per il passaggio dell'inchiostro è molto grande. Utilizzando un tessuto per serigrafia a 100 - 40 micron avremo un deposito più ridotto, rispetto al 32-70 micron e utilizzando il tessuto serigrafico 161-31 micron sarà ancora più ridotto. La caratteristica di poter calibrare in modo preciso anche elevati depositi di inchiostro fanno della serigrafia una tecnica di stampa molto utilizzata nella stampa industriale grafica di loghi, targhe ed oggetti destinati all'esterno ed inoltre è alla base di tutta la stampa tessile, sia in continuo che del singolo capo di abbigliamento. Molte aziende chimiche hanno messo a punto nel corso degli ultimi anni una gamma veramente molto ampia di inchiostri per serigrafia in grado di soddisfare le richieste dell'industria e del mondo tessile.

### Vari tipi di serigrafia
La diversa definizione delle tipologie di serigrafia dipende da il supporto su cui si andrà a stampare e dallo scopo finale della decorazione ottenuta con la tecnologia serigrafica.
La serigrafia tessile ad esempio, è nota per la stampa su capi di abbigliamento, come t-shirt e per la stampa in continuo di tessuti in seta, lana, lycra, poliestere, poliammide ed una miriade di altre composizioni di materiali tessili.
La serigrafia grafica è quella normalmente intesa per la produzione di marchi ed emblemi a scopo pubblicitario o di illustrazioni e grafici o disegni. Un'altra applicazione è la serigrafia di circuiti elettrici su schede (circuito stampato).
La serigrafia industriale per applicazioni di marchiatura e di decorazione per settori industriali, come l'automotive, in cui ad oggi è ancora insostituibile in quanto questa tecnologia è in grado di assicurare risultati molto affidabili per le elevatissime solidità agli agenti chimici, all'abrasione e agli agenti esterni e alla luce. Si possono serigrafare membrane, coperchi, tappi, contenitori e tanti altri manufatti. Nella ceramica e nella stampa del vetro viene da sempre utilizzata grazie alla sua capacità di poter depositare graniglie ed effetti speciali. Grazie agli investimenti di R&D negli inchiostri per serigrafia la serigrafia industriale abbinata a inchiostri speciali viene oggi utilizzata per ottenere stampe con specifiche proprietà funzionali come nel caso della serigrafia con inchiostri conduttivi, resistivi e semiconduttori (Printed Electronics). Ad oggi per la produzione di un moderno smartphone o tablet i processi di serigrafia rappresentano circa 85% del processo di assemblaggio.
La serigrafia d'arte o artistica è invece l'utilizzo di tutte le grandi capacità di questa tecnologia di stampa per produrre opere che si distinguono per la loro originalità, preziosità e particolarità producendo multipli di opere d'arte. A questo proposito si invita ad approfondire il ruolo che ha avuto questa tecnologia di stampa per artisti come Andy Warhol, Roy Lichtenstein, Peter Blake, Corita Kent, Victor Vasarely, Banksy.

## Tecnica
La serigrafia, rispetto ad altre tecnologie di stampa, permette di controllare e scegliere lo spessore dell'inchiostro depositato. È questa caratteristica, unita alla possibilità di scegliere tra una gamma molto ampia di tipologie di inchiostri, a rendere la serigrafia la tecnologia di stampa più utilizzata nel settore della decorazione industriale. È importante al riguardo fare notare che lo spessore dell'inchiostro è uno dei parametri fondamentali, unito alla natura dei pigmenti e leganti selezionati per la sua composizione, che determinano la resistenza ai fattori esterni e la resistenza alla luce e all'abrasione meccanica di una decorazione.
La serigrafia è ad oggi utilizzata per la stampa di insegne stradali, targhe, loghi e marchi di autoveicoli, vetrate e specchi, mobili, etichette di sicurezza, elettrodomestici, attrezzi sportivi, decorazione di biciclette e caschi, scarpe, borse, tende per esterno, pannelli decorativi in laminato plastico. Ad oggi la tecnica serigrafica è realizzabile su ogni supporto ed è richiesta per ottenere intense tonalità di colore o per la stampa di inchiostri con caratteristiche particolari. Solo in serigrafia si può ottenere l'ampia gamma di effetti speciali determinata dalla disponibilità di gamme di inchiostri specifici che comprendono inchiostri lucidi, opachi, satinati, con effetti a rilievo, glitter, metallizzati, cangianti, iridescenti, luminescenti, termocromici, fotocromici, retroriflettenti, soft-touch e altri, che impreziosiscono notevolmente lo stampato.
Un'altra caratteristica che deriva dall'utilizzo dell'elevato spessore di inchiostro della serigrafia è la possibilità di creare una stampa con una marcata e elevata resa colore oltre che durevole nel tempo. L'elevata resa colore viene utilizzata quando è importante l'impatto visivo, come ad esempio in lanci promozionali di prodotti destinati a tempi di permanenza all'esterno per tempi lunghi. Ad oggi comunque nel settore promozionale la serigrafia è progressivamente meno utilizzata in quanto la tecnologia inkjet è in grado di soddisfare le esigenze di questo tipo di mercato che non richiede elevate caratteristiche finali delle stampe, con tempi di produzione più ridotti per le piccole tirature.

### La serigrafia nella stampa tessile
Un discorso a parte riguarda l'impiego della serigrafia nella stampa tessile. Ad oggi la serigrafia è la tecnica di stampa a livello globale più utilizzata nella stampa del tessuto, sia in continuo roll to roll, sia nella stampa di capi di abbigliamento. In pratica, la serigrafia tessile, utilizzando pigmenti adeguatamente selezionati e utilizzando inchiostri in base acquosa, è in grado di assicurare sui tessuti stampe estremamente brillanti e solide ai lavaggi domestici e con mano morbida per cui viene utilizzata in modo diffuso dalle aziende del settore moda e abbigliamento sportivo.
Oltre all'impiego degli inchiostri in base acquosa, sono utilizzati nella stampa di capi di abbigliamento anche inchiostri di tipo Plastisol. Questo tipo di inchiostro è di più facile utilizzo in produzione, ma da tempo viene sempre più limitato al settore della stampa della t-shirt promozionale in quanto offre una stampa non stirabile e con "mano" in genere più sostenuta.

### Preparazione dei telai per serigrafia
Come ogni tecnologia di stampa, il processo che porta alla stampa in serigrafia comprende vari passaggi che potremmo dividere in prestampa e stampa. La prestampa riguarda tutto il processo che parte dal bozzetto e a dalla richiesta del cliente fino alla realizzazione dei file grafici adeguati per la produzione delle pellicole o lucidi per serigrafia, alla preparazione dei telai e alla messa a registro degli stessi in macchina da stampa.
Spesso questa fase viene sottovalutata ma è fondamentale per una buona e stabile qualità del risultato finale. Una volta ricevuto dal cliente il bozzetto e un campione consistente del materiale da stampare per valutare l'inchiostro adatto si procede con la realizzazione delle pellicole. Oggi le pellicole o lucidi per serigrafia vengono realizzate tramite computer e appositi programmi di grafica spesso facendo riferimento anche a software specifici di separazione colori e in questa fase viene anche valutato il numero di colori da stampare.
In serigrafia ad ogni colore corrisponderà un lucido, quindi per realizzare la stampa finale si stamperanno in sequenza i vari colori asciugandoli dopo la stampa sulla superficie in oggetto. La fase della prestampa implica una valutazione insieme allo stampatore della persona che si occupa dell'elaborazione grafica al computer o grafico in modo da decidere a seconda del bozzetto presentato dal cliente le filature dei telai corrette per la grafica da realizzare e quindi, ad esempio, se utilizzare per un colore da stampare un telaio con tessuto a 100.40 fili (tessuto a 100×100 fili a cm con diametro filo 40 micron), oppure un telaio con tessuto a 77.51 (tessuto 77×77 fili a cm, con diametro filo 51 micron). La stampa delle pellicole in poliestere, dette anche lucidi, oggi avviene tramite fotoplotter o fotounità, ma questo sistema sta diventando obsoleto e progressivamente sostituito dall'utilizzo di apposite stampanti inkjet dotate di software specifici per la serigrafia, come xeriorip, filmgate.
Nella stampa delle pellicole è richiesta una elevata definizione e soprattutto una elevata densità di nero in corrispondenza delle aree stampate. Ad oggi, in serigrafia, la stampa di retinature e quadricromie o policromie (stampa di più retini a colori pantone) è molto utilizzata nel settore della stampa di T-shirt e viene anche definita stampa ad alta definizione o serigrafia HD ed è stata ottimizzata con apposite retinature no-moiré in grado di dare ottimi risultati in produzione.

### Fotoincisione dei telai per serigrafia
Una volta deciso il numero di colori, eventuali effetti richiesti, e dopo avere stampato le pellicole o lucidi, si procede alla preparazione dei telai per serigrafia. Tramite apposite attrezzature vengono tensionati i tessuti per serigrafia scelti su cornici di metallo e, in un secondo momento, incollati in modo solido sulle stesse. Ad oggi spesso questo processo viene realizzato da artigiani e terzisti che forniscono i telai già tesati alle aziende di serigrafia. In pratica, consegnano la tela vergine tesata dal telaio (vergine significa che dovrà essere fotoincisa).
È molto importante la qualità del tessuto (deve presentare una ottima stabilità dimensionale sottoposto a trazione) e soprattutto è molto importante che la tesatura sia eseguita secondo le specifiche dichiarate dai produttori di tessuto stessi. La preparazione dei telai per serigrafia da molti anni si basa sul processo di fotoincisione. Tramite apposite vaschette viene applicata una fotoemulsione idrosolubile in base acquosa su entrambi i lati del tessuto per serigrafia tensionato sulla cornice e questa fotoemulsione viene fatta essiccare in aria calda, a 35-40  °C, al riparo dalla luce, per circa 20 minuti.
Si pone la pellicola per serigrafia o lucido a stretto contatto con la fotoemulsione sul lato destinato ad andare in contatto con la superficie da stampare e si espone alla luce ultravioletta. La parte dove il lucido è trasparente, lasciando passare la luce, consente l'indurimento della fotoemulsione sottostante, mentre la parte dove il lucido presenta un nero ad elevata densità, non consentendo il passaggio della luce, impedisce l'indurimento della fotoemulsione sottostante, che rimane idrosolubile.
Una volta eseguita l'esposizione alla luce, un lavaggio con acqua scioglie la fotoemulsione non indurita, rivelando in modo chiaro e molto definito le aree aperte del tessuto serigrafico. Il telaio a questo punto viene asciugato sempre in aria calda a 35-40  °C ed è pronto per essere utilizzato in stampa. L'intero processo di produzione del telaio di stampa (cioè della tela tesa dal telaio) può essere svolto anche con sistemi di incisione diretta del telaio, definiti CTS (Computer To Screen) che hanno il vantaggio di essere un sistema digitale che non richiede l'utilizzo di pellicole, indurendo direttamente la fotoemulsione tramite sistemi avanzati di proiezione di luce UV pilotati dal computer. È da notare che l'elevato costo dei sistemi CTS ne ha limitato fortemente ad oggi la diffusione in serigrafia.

### Messa a registro dei telai e processo di stampa
La qualità del registro dei vari colori in stampa nella stampa finale è determinata dalla qualità della macchina da stampa (ridotti giochi nei movimenti meccanici e buon fissaggio del quadro in posizione) e dalla qualità dei tessuti per serigrafia utilizzati, oltre che dalla correttezza della loro tensionatura.
Si pone un lucido riportante dei crocini di registro sull'oggetto da stampare e tutti i telai fotoincisi e pronti per la stampa verranno in seguito posizionati di volta in volta a registro su tali crocini di riferimento.

### Processo di stampa in serigrafia
La stampa in serigrafia può essere effettuata a mano per applicazioni hobbistiche o di laboratorio test, con macchine semi-automatiche per tirature limitate o con macchine interamente automatiche per tirature elevate (ad oggi esistono macchine serigrafiche automatiche in grado di operare con velocità di 5000 copie ora).
Una volta posizionato il telaio sulla macchina da stampa si seleziona il profilo di elastomero poliuretanico con la durezza adatta alla stampa in oggetto e si seleziona anche il raschietto o coating blade, nel caso di macchine semiautomatiche o automatiche.
Il processo di stampa avviene in 4 fasi.
1. Abbassamento del quadro a 1–2 mm dalla superficie dell'oggetto
2. Passaggio della barra con profilo di elastomero detto spremitore o racla da stampa che passando con una moderata pressione sul quadro serigrafico trasferisce l'inchiostro dalla parte superiore alla superficie sottostante attraverso il tessuto libero dalla fotoemulsione.
3. Alzamento del quadro alla posizione originale di partenza
4. Inchiostrazione tramite leggera pressione del quadro con il passaggio o dello stesso spremitore (stampa manuale) o di una apposita lama in alluminio o acciaio detta raschietto o coating-blade. Questa fase è importante in quanto l'inchiostratura mantiene costante il passaggio dell'inchiostro, stampa dopo stampa, e ne impedisce l'essiccazione nel tessuto serigrafico.

### Inchiostri serigrafici
Caratteristica fondamentale degli inchiostri serigrafici è la loro tissotropia (o tixotropia), la capacità cioè che ha un liquido di variare la sua viscosità sotto l'azione di forze meccaniche (o al variare della temperatura) e di tornare allo stato precedente al cessare dell'azione meccanica (e alla temperatura precedente).
Questa proprietà permette all'inchiostro di attraversare le maglie del tessuto del telaio solamente sotto la pressione esercitata dalla racla da stampa e di rinvenire quasi immediatamente alla viscosità precedente senza allargarsi troppo sull'oggetto da serigrafare e senza colare dal telaio. Si ottengono così la precisione nei dettagli, l'elevata coprenza e l'uniformità di stampa.
I componenti base di un inchiostro serigrafico sono il legante, la carica, il pigmento, il solvente e gli additivi:
- il legante è la resina ("colla") specifica per ogni tipo di supporto da serigrafare;
- la carica conferisce all'inchiostro la consistenza e la coprenza;
- il pigmento determina il colore finale;
- il solvente influisce sulla consistenza, sulla plasticità, sulla velocità di essiccazione, sul grado di aderenza dell'inchiostro sul supporto;
- gli additivi sono di diversi tipi: gli uni permettono all'inchiostro di allargarsi quel tanto che basta per coprire le porzioni schermate dai fili del telaio (bagnanti), altri accelerano la creazione di polimerizzazioni o reticolazioni, quei fenomeni cioè che permettono all'inchiostro di fissarsi al supporto serigrafato (catalizzatore).[1]

### Stampa su porcellana, ceramica, vetro
In serigrafia si può stampare anche su porcellana, ceramica, vetro e terracotta. Si usano i colori in polvere che vengono anche usati dai decoratori a mano; essi vengono impastati con un apposito olio detto medium che dà all'impasto la giusta consistenza
(tipo la crema). Ovviamente per ogni tipo di materiale ci vogliono colori appositi: per il vetro colori che fondono a 520º/550º centigradi. Per la terracotta circa 600º; per la ceramica 700º/750º, per la porcellana 800º/840º. Infine se è richiesta una decorazione sottosmalto occorrono colori che arrivino a 1100º. Si può effettuare la stampa diretta sul pezzo se esso è piano, se invece è curvo o cilindrico si fa prima la decalcomania su carta (un tipo di carta speciale con la superficie collata).
Il foglio viene marginato a registro così si possono stampare tutti i colori richiesti, dopo si stampa sul disegno un colloide che ha lo scopo di tenere assieme tutto il disegno, se no si scioglierebbe. Quando è asciutto si mette il disegno in acqua finché non si può farlo scivolare sul pezzo da decorare; lo si spatola con cura (perché se restasse una bollicina d'acqua tra l'oggetto e la decalco in cottura scoppierebbe e lascerebbe un foro), lo si lascia asciugare e poi lo si mette in forno alla temperatura richiesta.
Si possono stampare tutti i colori desiderati, compresi oro e argento (l'oro è veramente oro e l'argento è sostituito dal platino perché l'argento metallico brucia in cottura; il risultato è molto bello però alza notevolmente il costo del lavoro).
Tenendo solo presente che alcuni colori non sono miscelabili tra loro perché in cottura bruciano o si alterano (il rosso al selenio non è miscelabile e va sempre stampato puro; ad esempio se si vuole un rosa bisogna usare il porpora schiarito col bianco).
Un grosso limite di questa tecnica è la difficoltà di stampa delle figure retinate, infatti non si può usare un retino fine perché il colore, dato che è una polvere impastata con olio, non passerebbe attraverso i fori del retino e poi le polveri con cui sono fatti i colori sono coprenti e quindi non si ottiene l'effetto cromatico dato dalla sovrapposizione dei colori trasparenti.

### Stampa su vetro e specchio
Il procedimento di fabbricazione del telaio è uguale a quello descritto sopra; per la stampa si devono usare colori catalitici (ovvero che induriscono per reazione chimica di un catalizzatore col colore e non solo per evaporazione del diluente). Le fabbriche forniscono praticamente tutte le tonalità di colore che possono servire e quelle che non si trovano si ottengono facilmente miscelando i vari colori. Per quanto riguarda la stampa di specchi si può stampare direttamente lo specchio, però ha il difetto di dare un'immagine sdoppiata (la stampa avviene sulla superficie dello specchio e l'immagine si forma sull'argentatura dando così un'immagine sdoppiata) oppure si stampa il disegno a rovescio sul vetro e poi lo si specchia dalla stessa parte, così non ci sono sdoppiamenti dell'immagine e il risultato è perfetto.

## Storia
Esistono testimonianze affermanti che i Fenici la utilizzassero, ed esiste chi li considera i soli veri inventori di questa tecnica. In seguito venne introdotta nell'arte giapponese, dove, pur non essendoci prove certe, molti sostengono che oltre duemila anni fa furono proprio loro i primi ad utilizzare dei capelli umani, fissati a cornici di legno. La tecnica si sviluppò ulteriormente in Giappone, dove si iniziarono ad utilizzare dei telai in seta, applicando lacche sulla matrice.
La tecnica fu in seguito esportata in Francia. Il processo serigrafico moderno venne invece ideato da Samuel Simon, nei primi anni del Novecento, in Inghilterra. L'idea venne poi adottata da John Pilsworth a San Francisco, California, che nel 1914 usò la tecnica serigrafica per comporre stampe multicolore, in modo simile a quello oggi utilizzato. Durante la prima guerra mondiale la tecnica divenne molto popolare e fu utilizzata come processo industriale per stampare bandiere e stemmi.
Famosa è la serigrafia che ritrae il volto di Marilyn Monroe, realizzata da Andy Warhol, a partire da una fotografia di Gene Korman, usata per la pubblicità del film Niagara del 1953. È frequente trovare una unità serigrafica, inserita in linea di macchine di stampa roll to roll, insieme ad altre tecnologie di stampa, come flexografiche, offset e inkjet, in quanto assicura la massima copertura del bianco di fondo, il che non è non ottenibile con altre tecnologie.
La serigrafia era l'unico sistema di stampa in grado di utilizzare come inchiostro il cioccolato, il caramello e altri prodotti alimentari in pasta, mentre oggi in pasticceria si usa la stampa 3D a inkjet.
La serigrafia nacque forse in Cina, dove la seta era prodotta 12 secoli prima di Cristo; ma non ne siamo certi, perché la seta ebbe diretta implicazione con lo sviluppo della serigrafia, almeno 24 secoli dopo.

### I Fenici
La serigrafia ebbe probabilmente origine nell'area tra la Mesopotamia e la Fenicia. I Fenici sono indicati come i depositari di quest'arte. Fondarono Biblo, Sidone, Tiro e centri meno conosciuti come Akziv e Acco, città che godevano di una vasta espansione commerciale. Costruirono nel Mediterraneo anche una serie di "basi-magazzino" - dove scaricare e vendere merci - che divennero talvolta centri di produzione propria e di vendita delle merci, come Tharros ed Antas in Sardegna.

### Rapporti con la Cina
I Fenici commerciarono tessuti e seta cinese, la stessa seta che verrà erroneamente abbinata alla nascita della stampa serigrafica. Per quale via i Fenici sarebbero venuti in contatto con merci cinesi e più precisamente con la seta orientale, visto che il baco da seta fu importato in Occidente solo nel IV secolo d.C.? Contatti con la Cina e l'Occidente avvenivano già nel VI secolo a.C., come documentano reperti nella Persia Achemenide. Questi contatti avvenivano per lo scambio di merci, tramite le carovaneː incenso arabico, sete cinesi, pietre preziose, mussola e spezie. Una via carovaniera, chiamata "via della seta" e percorsa regolarmente dalla Cina fino all'Occidente, passava ai lati del deserto di Taklamakan, nel Sinkiang, a nord del Tibet. Queste vie attraversarono periodi di fioritura e di distruzione e furono percorse anche da merci romane nel II secolo a.C. I Fenici si spinsero fino ai mercati mesopotamici ed arabi. La presenza della seta - che allora non aveva un diretto interesse serigrafico - non era quindi collegata alla "coltivazione" del baco da seta, ma alla presenza dei mercanti che commerciavano le sete cinesi decorate a mano.
I Fenici ricavavano il porpora dal secreto di una ghiandola di un mollusco gasteropodo branchiatoː era una sostanza colorante rossa che essi usavano per tingere tessuti, in particolare la lana. Il passo tra tingere i tessuti ed ottenere una stampa ripetitiva fu fatto, con molta probabilità, per ottenere un manufatto di basso costo e vendibile su vasta scala. L'arte fenicia non ebbe mai una propria connotazione, una propria originalità. Scriveva infatti, nel 1885, il francese Eugenio Vogue, sui manufatti dell'arte Fenicia: "I Fenici non hanno alcuna originalità". Popolo di commercianti, i Fenici privilegiavano gli aspetti della domanda, rispetto a quelli artistici.
La cultura fenicia si basava quindi sulla produzione su larga scala, per abbassare i costi e sulla vasta rete di trafficanti navigatori, per l'allocazione di merci.
Nella elegia su Tiro del profeta Ezechiele, (VI secolo a.C.), c'è un elenco di prodotti fenici, da cui emerge la dimensione internazionale dei loro commerci. Tra i prodotti non sono arrivati fino a noi - e quindi non dimostrabili archeologicamente - ci sono le stoffe colorate con la porpora. Come potevano i Fenici riprodurre stoffe con ripetitività. quando non si ha notizia, in quel tempo, di alcuna idonea attrezzatura? I Fenici forse erano venuti a contatto con civiltà lontane, con produzioni e con tecniche più sofisticate per l'epoca. Collegando la mancanza di tradizioni serigrafiche in Cina - dove ancora oggi la serigrafia non possiede nulla di originale e di storico - si può ipotizzare che i Fenici abbiano trovato il modo di riprodurre disegni su stoffa, con tecniche che sicuramente non hanno a che vedere con le attuali, ma che rappresentano la nascita di un sistema di multiplo di ripetizione dell'immagine.
La nascita dell'arte serigrafica non deriva dalla stampa attraverso un tessuto, seta od altro, ma è una tecnica basata sulla ripetizione di disegni relativamente semplici, effettuata attraverso particolari matrici, o "timbri", che venivano inchiostrati su tamponi, costruiti con tessuti vari. La serigrafia non è stata un semplice passaggio attraverso un telaio, ma si può ipotizzare una semplificazione estrema del processo, passata attraverso una stampa forse a timbro.
Le stele votive e funerarie, trovate nelle tombe dei Fenici, si possono distinguere in due tipi: uno arrotondato, con figure umane dettagliate, contornate da colonne con capitelli e da tetto a punta; un secondo tipo, con figure molto approssimative, piatte, poco dettagliate e meno stilizzate. Si tratta di figure il cui piano del rilievo è piatto e molto livellato, anzi volutamente appiattito senza apparente ragione. Queste steli potrebbero essere assimilate a timbri che, riprodotti in sequenza, potevano essere stati utilizzati per decorare il drappo funerario del defunto.
Un esperimento di stampa, con matrice fenicia ritrovata a Tharros, ha dimostrato la finalità riproduttiva che poteva avere questo reperto archeologico. La nascita di un'arte di stampa ripetitiva, a timbro, può essere considerata come la madre di quella che diverrà, molti secoli dopo, la nostra serigrafia. I popoli che ancor oggi mantengono viva la tradizione serigrafica non sono quelli orientali, bensì quelli interessati dalla "colonizzazione" fenicia. I popoli che sono venuti a contatto con la civiltà fenicia mantengono infatti, ancora oggi, tradizioni e conoscenze serigrafiche. In Cina non vi sono invece tradizioni serigrafiche degne di rilievo, come accade in paesi di origine indo europea, arabi e mediterranei.

### Rapporti con il Giappone
La stampa a timbro che aveva il problema del deposito scarso di pigmento, soprattutto nelle applicazioni su tessuti assorbenti e spessi, fu perfezionataː la tecnica a timbro venne affiancata da quella della mascheratura, detta anche a ponchoir, e insieme vennero sempre più utilizzate per dipingere drappi, mascherando il disegno da riprodurre con i materiali più diversi. La tecnica della mascheratura aveva un limite nella riproduzione di figure spezzettate e nei caratteri di scrittura, in quanto non legava insieme tutti gli elementi ma, necessariamente li doveva separare. Un miglioramento di tecnica avvenne 18 secoli dopo, attorno al 1185/1333, presso la città di Kamakura - allora capitale del Giappone - nell'isola di Honshū. Qui si manifestò un impulso a tutte le arti, compresa la stampa. Si decoravano le armature in pelle dei samurai e le finiture dei cavalli, con la tecnica a stampino, ma con una innovazione geniale: poiché la riserva dell'immagine, fatta solo ritagliando il materiale, non teneva insieme tutto il disegno, l'immagine veniva ritagliata ed incollata su una specie di telaio, composto di fili fatti con capelli umani, tesati su una cornicetta in legno. In questo modo l'immagine era tenuta insieme, in tutte le sue parti e la sottile presenza dei capelli diventava invisibile, quando un tampone imbevuto di pigmento veniva compresso contro il supporto da decorare.
Risale a questo periodo uno "stampino" giapponese, con capelli umani e riproducente motivi floreali, custodito al Victoria and Albert Museum di Londra. Altri stampini giapponesi, fatti con capelli oppure con sottili fili di seta, testimoniano come la serigrafia cominciasse sempre più a prendere le caratteristiche proprie di questo tipo di stampa.

### In Occidente
In Europa, nel Medioevo, si assiste alla diffusione di questo metodo di stampa che ebbe grande sviluppo fino al XVI secolo. La diffusione avvenne in particolare in Inghilterra e in Francia, dove attorno al 1750 Jean Papillon il Giovane cominciò a produrre la carta da parati, con il metodo detto pochoir. Dal XVIII secolo l'arte si diffuse in quasi tutto il mondo, con particolare espansione in America, dove con questa tecnica si decoravano mobili, muri, tessuti e metalli.
Il tessuto per il "telaio da stampa", fatto prima con capelli, venne poi realizzato con fili di seta e con tessuto d'organzaː tutti tessuti molto difficili da lavorare. Un passo in avanti avvenne nel 1907, quando un tale Simon di Manchester brevettò il processo serigrafico, attraverso il tessuto in seta, che garantiva una resistenza più elevata alla tiratura, una migliore stabilità dimensionale e l'utilizzo di rullini in gomma (successivamente racle in gomma), per trascinare l'inchiostro. L'invenzione venne catalogata con il nome di silk screen printing. Con la serigrafia vennero quindi stampati ogni sorta di supporti, dai tessuti ai poster, dalle cartoline alle etichette, fino alle targhe. L'utilizzo prettamente commerciale del processo di stampa fece in modo che la serigrafia non venisse registrata come una nuova espressione grafica, come un vero processo di stampa; ma, in considerazione di una intrinseca inferiorità, si ritenne la serigrafia una tecnica pregiudizialmente minore. Negli Stati Uniti, nel 1920 l'artista Anthony Velonis produsse le prime serigrafie d'arte. Altri artisti si avvicinarono con vantaggio alla serigrafia, come Jackson Pollock, Marcel Duchamp, Andy Warhol, Victor Vasarely, Robert Indiana. La storia recente registra la produzione del tessuto in terital, nel 1954, in seguito del nylon, del poliestere e dell'inox. Alla metà degli anni cinquanta arrivarono le prime gelatine, o emulsioni fotosensibili, che permisero di riprodurre dettagli sempre più sottili e definiti.